# Colonia Miguel Alemán, Mixtla de Altamirano
Colonia Miguel Alemán är en ort i Mexiko.   Den ligger i kommunen Mixtla de Altamirano och delstaten Veracruz, i den sydöstra delen av landet, 240 km öster om huvudstaden Mexico City. Colonia Miguel Alemán ligger 1 697 meter över havet och antalet invånare är 125.
Terrängen runt Colonia Miguel Alemán är bergig åt sydost, men åt nordväst är den kuperad. Runt Colonia Miguel Alemán är det ganska tätbefolkat, med 199 invånare per kvadratkilometer. Närmaste större samhälle är Zongolica, 7,4 km norr om Colonia Miguel Alemán. I omgivningarna runt Colonia Miguel Alemán växer huvudsakligen savannskog.